# Phyllocnistis gracilistylella
Phyllocnistis gracilistylella is een vlinder uit de familie van de mineermotten (Gracillariidae). De wetenschappelijke naam van de soort werd voor het eerst geldig gepubliceerd in 2011 door Kobayashi, Jinbo & Hirowatari.